# Bordj Bou Arreridj

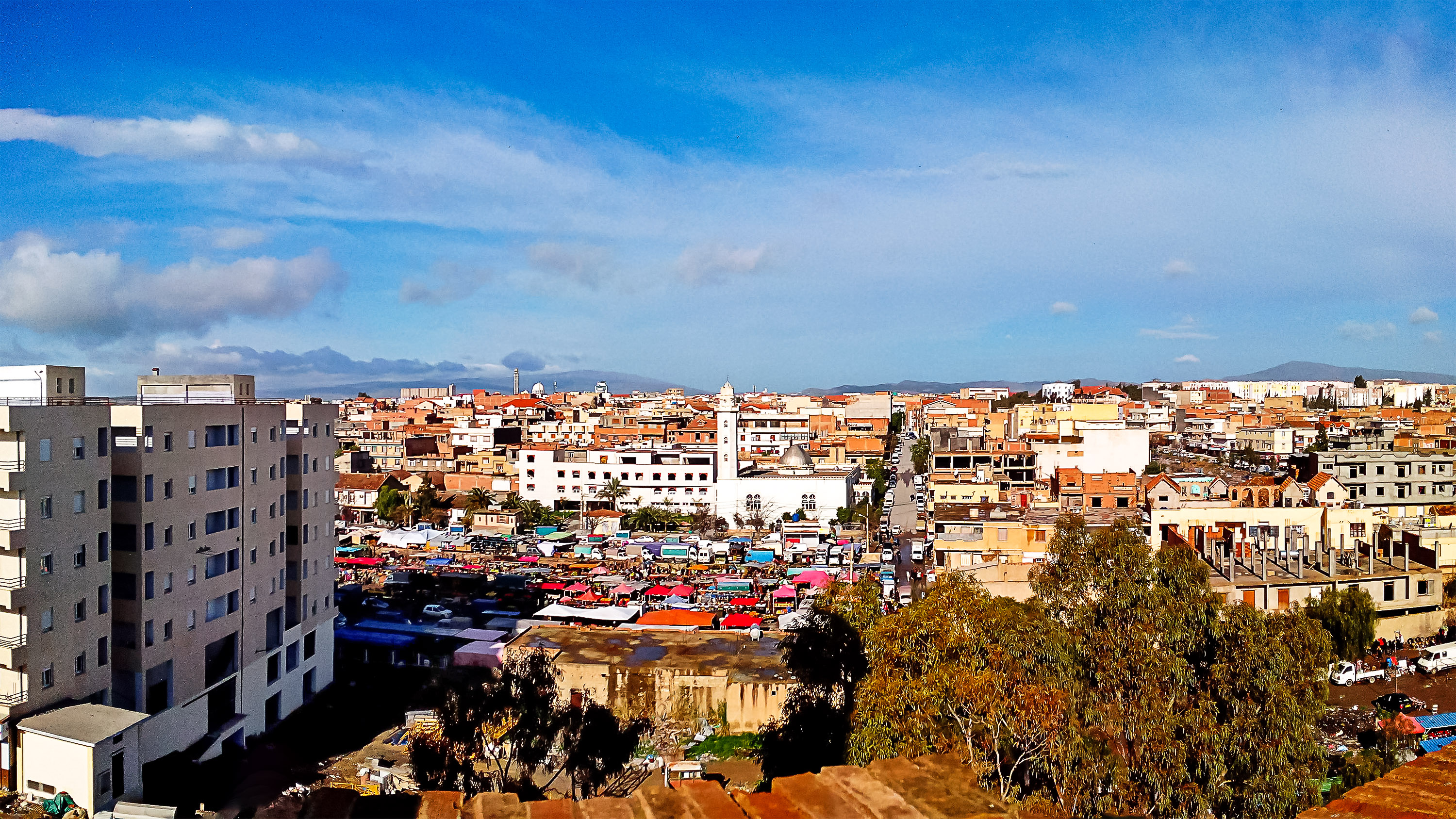
Bordj Bou Arreridj (2019)

Bordj Bou Arreridj (arabisch برج بوعريريج, DMG Burğ Bū ʿUrairīğ, tamazight ⴱⵓⵔⴵ ⴱⵓ ⵄⵔⵉⵔⵉⴵ Burǧ bu ɛririǧ) ist eine algerische Stadt und Hauptstadt der gleichnamigen Provinz Bordj Bou Arreridj. Die Stadt hat rund 170.000 Einwohner (Schätzung 2005).
Bordj Bou Arreridj liegt rund 200 Kilometer ostsüdöstlich von Algier am Nordabhang der Hodna-Berge auf 916 Metern Seehöhe.
Die Stadt ist ein Verwaltungszentrum. Die Wirtschaft ruht vorwiegend auf der Land- und Forstwirtschaft, Industrie ist nur im kleinen Ausmaß vorhanden. Allerdings befindet sich dort die Zentrale von Groupe Benhamadi Antar Trade-Condor, einem Hersteller der Elektrogerätebranche.
Verkehrsmäßig ist die Stadt über Straße und Schiene mit Sétif (rund 70 Kilometer östlich) und Algier verbunden.

## Persönlichkeiten
- Samir Moussaoui (* 1975), Langstreckenläufer